# Качаци
Качаци (на албански: kaçak) е термин, използван за албански разбойници, хайдути, както и за членовете на албански национално-революционни организации, борещи се най-вече срещу Османската империя, Австро-Унгария, Сърбия и Югославия.
Думата произлиза от турската „kaçmak“ - „беглец“ и до началото на ХХ век се използва предимно за въоръжени бегълци, поставени извън закона, най-вече разбойници. Нерядко качаците са дезертьори от османската армия. Георги Раковски пише, че качаците са „побегши от войнства“, както и че „изпълняват безчеловечни кръвопролития, грабителства и безчестия“. Като качаци са определяни и албанските бунтовници, членове на въоръжената народна съпротива срещу османската власт. Възпявани са в албанския юнашки епос.
След Младотурската революция качашкото движение придобива все по-отчетлив национално-политически облик. Като качаци са определяни албанските участници в Охридското въстание от септември 1913 година. Според някои данни през 1914-1915 сръбски жандарми убиват в Косово и Македония 400 качаци и комити, като самите те дават 277 жертви.  След Първата световна война борбата на качаците в Югославия се ръководи от т.нар Косовски комитет (Комитет за народна отбрана на Косово) и е най-активна до 1924 година, особено в района на Дреница и на други погранични места в Косово. В много случаи албанските качаци и комитите на ВМРО действат в синхрон. 